# Devon Rex
Die Devon Rex ist eine Rassekatze. Sie hat ein koboldhaftes Aussehen aufgrund der relativ großen Ohren und des flachen, breiten Schädels. Ihr Fell ist gewellt bis gelockt und relativ kurz. Sie besitzt ein menschenbezogenes, kommunikatives Wesen.

## Ursprung
Zum ersten Mal trat diese Mutation im Jahre 1960 in der Grafschaft Devonshire in England auf. Die Fellmutation selber war schon von Rex-Kaninchen her bekannt.
Aus diesen beiden Tatsachen leitet sich auch der Rassename ab.

## Genetische Grundlage
Devon Rex beruht auf einer Mutation des Gens krt71 (Keratin). Dieselbe Mutation führt zu einem anderen Phänotyp, der Sphinx-Katze. Sie ist nackt. Es liegt daher ein Polymorphismus des Gens vor (siehe auch: Phänotypische Variation#Variationen innerhalb einer Art und zwischen verschiedenen Arten).

## Verwandte Rassen
Neben der Devon Rex gibt es noch die German Rex, die Cornish Rex und die Selkirk Rex (Langhaar).
Neuere Rassen mit gelocktem Fell sind die LaPerm (Langhaar), Bohemian Rex (Langhaar) und Ural Rex.

## Weblinks

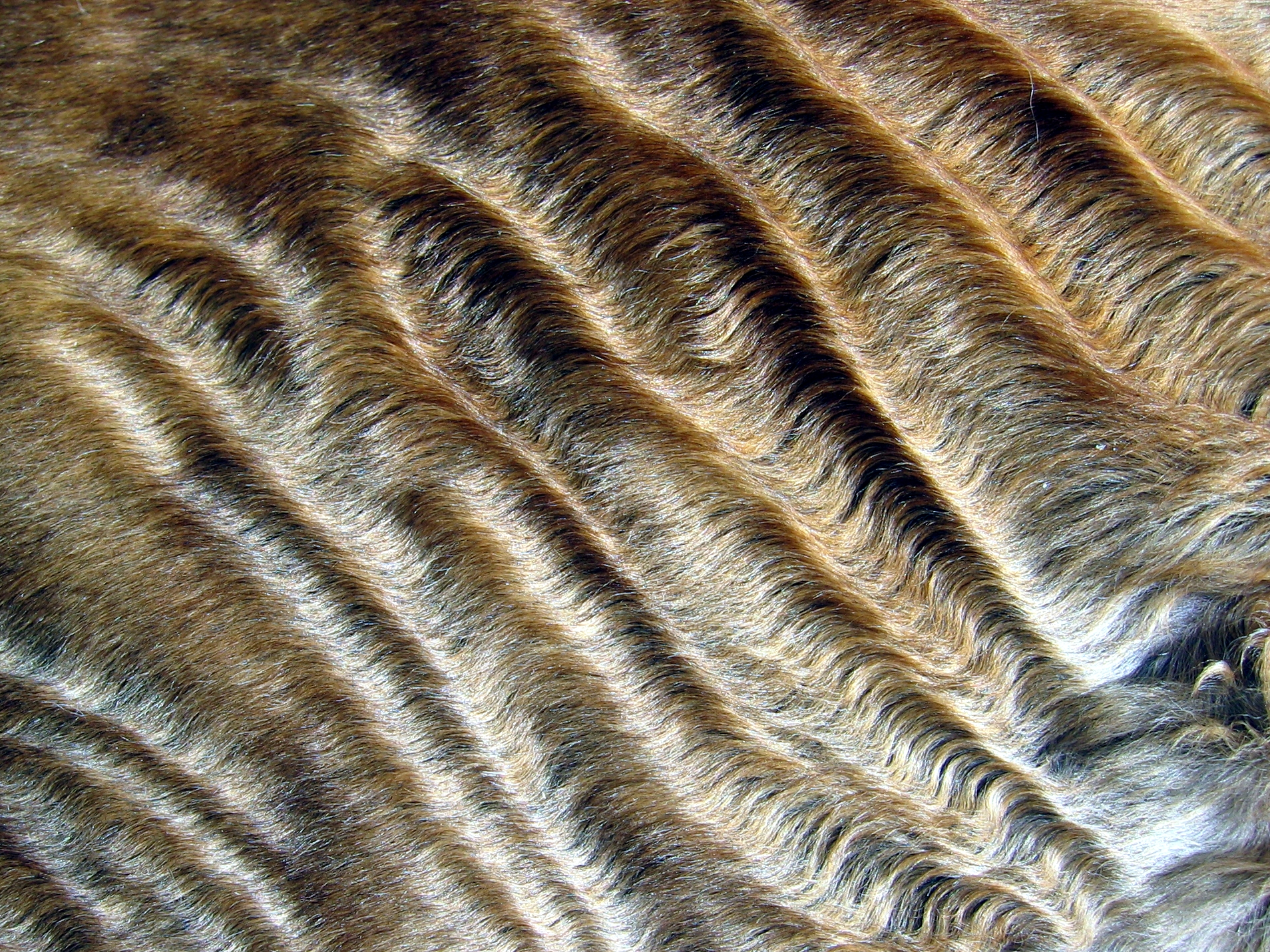
Gewelltes Fell an den Flanken eines Devon-Rex-Katers